# Mus shortridgei
Mus shortridgei (Миша Шотріджа) — вид роду мишей (Mus).

## Поширення
Країни проживання: Камбоджа, Лаос, М'янма, Таїланд, В'єтнам. 

## Екологія
Знайдений в сухих травах і сухому лісі карликового бамбука.